# 山室浩二
山室 浩二（やまむろ こうじ、1960年（昭和35年）2月27日 - ）は、日本の政治家。宮崎県東臼杵郡門川町長（1期）。

## 来歴
- 高鍋町に生まれる。5歳の時に延岡市に転居。
- 1978年（昭和53年）3月 宮崎県立延岡工業高等学校土木科卒業。
- 1978年（昭和53年）4月 門川町役場入庁。農林課、都市計画課、建設課、税務課、総務課などで勤務。
- 2009年（平成21年）9月 職員団体共済担当役員就任に伴い役場を退職。
- 2021年（令和3年）3月 同役員退任。

### 2022年門川町長選挙
2022年（令和4年）4月　門川町長選挙に出馬。現職の安田修が引退し、新人5人の激しい争いとなったが、3300票あまりを獲得し初当選。
※当日有権者数：14,686人 最終投票率：56.43%（前回比：+7.16pts）
| 候補者名   | 年齢 | 所属党派 | 新旧別 | 得票数  | 得票率 | 推薦・支持 |
| ---------- | ---- | -------- | ------ | ------- | ------ | ---------- |
| 山室浩二   | 62   | 無所属   | 新     | 3,399票 | 41.2%  | -          |
| 内山田善信 | 66   | 無所属   | 新     | 1,763票 | 21.4%  | -          |
| 神崎千香子 | 66   | 無所属   | 新     | 1,170票 | 14.2%  | -          |
| 広瀬拓也   | 36   | 無所属   | 新     | 1,091票 | 13.2%  | -          |
| 安田茂明   | 73   | 無所属   | 新     | 823票   | 10.0%  | -          |

4月22日より町長就任。